# 부원군
부원군(府院君)은 고려 충렬왕 이후 조선시대까지 사용한 작호(爵號)이다. 조선시대에는 왕비의 아버지, 즉 왕의 장인인 국구(國舅)나 정일품 공신에게 주던 작위이다. 왕의 장인인 국구(國舅)는 후작(侯爵)에 해당되고, 정일품 공신은 백작(伯爵)에 해당되는 위격으로 작위 수여자의 본관을 따서 짓기도 한다.

## 조선의 부원군

### 국구
후에 작위가 추탈된 사람은 취소선으로 표기함
- 이공숙 - 추존왕 목조의 왕비 효공왕후의 아버지
- 최기열 - 추존왕 익조의 왕비 정숙왕후의 아버지
- 안변부원군 박광 - 추존왕 도조의 왕비 경순왕후의 아버지
- 영흥부원군 최한기 - 추존왕 환조의 왕비 의혜왕후의 아버지
- 안천부원군 한경 - 1대 태조의 정비 신의왕후의 아버지
- 상산부원군 강윤성 - 1대 태조의 계비 신덕왕후의 아버지
- 월성부원군 김천서 - 2대 정종의 정비 정안왕후의 아버지
- 여흥부원군 민제 - 3대 태종의 정비 원경왕후의 아버지
- 청천부원군 심온 - 4대 세종의 정비 소헌왕후의 아버지
- 화산부원군 권전 - 5대 문종의 정비 현덕왕후의 아버지
- 여량부원군 송현수 - 6대 단종의 정비 정순왕후의 아버지
- 파평부원군 윤번 - 7대 세조의 정비 정희왕후의 아버지
- 서원부원군 한확 - 추존왕 덕종의 정비 소혜왕후의 아버지
- 상당부원군 한명회 - 8대 예종의 정비 장순왕후의 아버지이자 9대 성종의 정비 공혜왕후의 아버지
- 청천부원군 한백륜 - 8대 예종의 계비 안순왕후의 아버지
- 함안부원군 윤기견 - 9대 성종의 1계비 폐비 윤씨의 아버지
- 영원부원군 윤호 - 9대 성종의 2계비 정현왕후의 아버지
- 거창부원군 신승선 - 10대 연산군의 정비 폐비 신씨의 아버지
- 익창부원군 신수근 - 11대 중종의 정비 단경왕후의 아버지
- 파원부원군 윤여필 - 11대 중종의 1계비 장경왕후의 아버지
- 파산부원군 윤지임 - 11대 중종의 2계비 문정왕후의 아버지
- 금성부원군 박용 - 12대 인종의 정비 인성왕후의 아버지
- 청릉부원군 심강 - 13대 명종의 정비 인순왕후의 아버지
- 반성부원군 박응순 - 14대 선조의 정비 의인왕후의 아버지
- 연흥부원군 김제남 - 14대 선조의 계비 인목왕후의 아버지
- 해령부원군 김희철 - 14대 선조의 후궁 공빈 김씨의 아버지. 광해군의 외조부여서 추증되었다가 인조반정으로 인해 작위 추탈.
- 문양부원군 류자신 - 15대 광해군의 정비 폐비 류씨의 아버지
- 능안부원군 구사맹 - 추존왕 원종의 추존왕비 인헌왕후의 아버지
- 서평부원군 한준겸 - 16대 인조의 정비 인열왕후의 아버지
- 한원부원군 조창원 - 16대 인조의 계비 장렬왕후의 아버지
- 신풍부원군 장유 - 17대 효종의 정비 인선왕후의 아버지
- 청풍부원군 김우명 - 18대 현종의 정비 명성왕후의 아버지
- 광성부원군 김만기 - 19대 숙종의 정비 인경왕후의 아버지
- 여양부원군 민유중 - 19대 숙종의 1계비 인현왕후의 아버지
- 옥산부원군 장형 - 19대 숙종의 후궁 희빈 장씨의 아버지. 장씨가 왕비가 되면서 부원군이 되었으나, 장씨가 빈으로 강등되면서 작호 추탈
- 경은부원군 김주신 - 19대 숙종의 2계비 인원왕후의 아버지
- 청은부원군 심호 - 20대 경종의 정비 단의왕후의 아버지
- 함원부원군 어유구 - 20대 경종의 계비 선의왕후의 아버지
- 달성부원군 서종제 - 21대 영조의 정비 정성왕후의 아버지
- 오흥부원군 김한구 - 21대 영조의 계비 정순왕후의 아버지
- 풍릉부원군 조문명 - 추존왕 진종의 추존왕비 효순왕후의 아버지
- 영풍부원군 홍봉한 - 추존왕 장조의 추존왕비 헌경왕후의 아버지
- 청원부원군 김시묵 - 22대 정조의 정비 효의왕후의 아버지
- 영안부원군 김조순 - 23대 순조의 정비 순원왕후의 아버지
- 풍은부원군 조만영 - 추존왕 문조의 추존왕비 신정왕후의 아버지
- 영흥부원군 김조근 - 24대 헌종의 정비 효현왕후의 아버지
- 익풍부원군 홍재룡 - 24대 헌종의 계비 효정왕후의 아버지
- 영은부원군 김문근 - 25대 철종의 정비 철인왕후의 아버지
- 여성부원군 민치록 - 26대 고종의 정비 명성황후의 아버지
- 여은부원군 민태호 - 27대 순종의 정후 순명효황후의 아버지
- 해풍부원군 윤택영 - 27대 순종의 계후 순정효황후의 아버지

### 공신
- 충원부원군 - 지용기(고려말의 명장 문하찬성사, 판삼사사를 지내고 충의군에 봉작됨)

- 견성부원군 - 이사철(당시 우의정, 좌익공신 2등)
- 경림부원군 - 김명원(당시 우의정, 평난공신 3등)
- 고령부원군 - 신숙주(당시 1품관, 정난공신 2등)
- 고양부원군 - 신준(당시 좌참찬, 정국공신 3등)
- 곡산부원군 - 연사종(당시 판중군도총제부사, 개국원종공신 등)
- 광릉부원군 - 이극배(우의정, 좌익공신 3등)
- 광창부원군 - 이이첨(선무원종공신 등, 인목왕후 폐모)
- 광천부원군 - 이극증(익대공신 2등)
- 금천부원군 - 박은(좌명공신 3등, 반남군)
- 낙흥부원군 - 김자점(당시 좌의정, 정사공신 1등)
- 남양부원군 - 홍달손
- 남원부원군 - 황수신(좌익공신 3등. 관직은 영의정에 이르렀다.)
- 능성부원군 - 구치관(좌익공신 3등. 관직은 영의정에 이르렀다.)
- 덕풍부원군 - 이순신 추봉(선무공신 1등, 좌의정 추증)
- 철성부원군 - 박혁충(이조전서,한림원시강,태자첨사,공신)
- 동래부원군 - 정난종(이시애의 난 평정)
- 무령부원군 - 류자광(정국공신 1등)
- 무성부원군 - 윤형(광국공신 2등)
- 봉원부원군 - 정창손(좌익공신 2등, 익대공신 3등. 영의정 역임.)
- 상락부원군 - 김사형(당시 좌정승, 개국공신 1등)
- 상락부원군 - 김질(영의정 역임. 좌익공신 3등, 좌리공신 2등)
- 서성부원군 - 한확(당시 우의정, 정난공신 1등)
- 서원부원군 - 한계미(이조판서 역임. 좌익공신 3등, 좌리공신 2등)
- 서원부원군 - 정탁(당시 좌의정, 호종공신 3등)
- 선성부원군 - 노사신(익대공신 3등, 좌리공신 2등)
- 안성부원군 - 이숙번(좌명공신 1등)
- 연성부원군 - 박원형(이시애 난,우의정,좌의정,영의정. 좌익공신 3등)
- 연창부원군 - 김감(정국공신 2등)
- 영가부원군 - 권율 추봉(선무공신 1등, 영의정 추증)
- 영산부원군 - 김수온(좌리공신 4등,대광보국숭록대부 호조판서, 영중추부사)
- 완풍부원군 - 이서 추봉(정사공신 1등, 영의정 추증)
- 인산부원군 - 홍윤성(영의정 역임. 정난공신 2등, 좌익공신 3등, 좌리공신 1등.)
- 장흥부원군 - 마천목(내시위절제사.병마절도사.병조판서.영돈령부사 역임.영의정추증.좌명공신 3등)
- 장흥부원군 - 류순정(정국공신 1등)
- 진산부원군 - 하륜(영의정 역임.정사공신 1등, 좌명공신 1등)
- 진산부원군 - 강맹경(좌익공신 2등)
- 진원부원군 - 류근(호성공신 3등)
- 창녕부원군 - 조석문(영의정 역임. 좌익공신 3등, 적개공신 1등, 익대공신 3등, 좌리공신 1등)
- 청성부원군 - 한치형(영의정 역임. 좌리공신 3등)
- 청송부원군 - 심회 (영의정 역임, 익대공신 2등, 좌리공신 2등)
- 청천부원군 - 심연원 (영의정 역임, 위사공신 2등)
- 청천부원군 - 류순정 (영의정 역임. 정국공신 1등)
- 파평부원군 - 윤필상
- 평성부원군 - 신경진(영의정 역임. 정사공신 1등)
- 평양부원군 - 박석명(좌명공신 3등)
- 풍원부원군 - 류성룡(광국공신 2등, 호성공신 2등, 영의정 역임.)
- 하동부원군 - 정인지(당시 좌의정, 정난공신 1등)
- 하성부원군 - 정현조(익대공신 2등, 좌리공신 1등)
- 한산부원군 - 조영무(당시 우정승, 정사공신 1등 등)
- 한천부원군 - 조온(당시 참찬의정부사, 좌명공신 4등)
- 한평부원군 - 조연(당시 판좌군부사, 좌명공신 4등. 조선 태조의 생질.우의정 역임.)
- 해은부원군 - 오명항(분무공신 1등)
- 해원부원군 - 윤두수(광국공신 2등)
- 해평부원군 - 윤근수(광국공신 1등)
- 화천부원군 - 심정 (좌의정 역임, 정국공신 3등)
- 흥녕부원군 - 안경공(당시 집현전대제학, 개국공신 3등)

### 기타
- 상당부원군 - 이애(태조의 딸 경신공주의 남편)
- 용원부원군 - 조인벽(태조의 누이 정화공주의 남편)
- 홍양부원군 - 석양선 추봉(태조의 이모부)
- 길창부원군 - 권남
- 능천부원군 - 구수영
- 덕평부원군 - 기자헌
- 문창부원군 - 류희분
- 봉녕부원군 - 이복근
- 밀창부원군 - 박승종
- 서녕부원군 - 정인홍
- 서원부원군 - 이거이
- 서원부원군 - 한상경
- 성산부원군 - 배극렴
- 성산부원군 - 이직
- 승평부원군 - 김류
- 아성부원군 - 이산해
- 양평부원군 - 허준
- 연릉부원군 - 이호민
- 연성부원군 - 이석형
- 연양부원군 - 이시백
- 연원부원군 - 이광정
- 연평부원군 - 이귀
- 영가부원군 - 김수동
- 영성부원군 - 최항
- 영천부원군 - 윤사로
- 영평부원군 - 최흥원
- 예천부원군 - 권중화
- 원평부원군 - 원두표
- 오성부원군 - 이항복
- 옥성부원군 - 장만
- 완남부원군 - 이후원
- 완산부원군 - 이천우
- 완성부원군 - 최명길
- 완원부원군 - 이양우
- 완평부원군 - 이원익
- 옥천부원군 - 유창
- 운성부원군 - 박종우
- 의령부원군 - 남재
- 익평부원군 - 이석근
- 인성부원군 - 정철
- 창산부원군 - 성희안
- 창녕부원군 - 성석린
- 철성부원군 - 이원
- 청성부원군 - 심덕부 (위화도 회군공신 1등, 영삼사사, 문하부 좌정승 역임)
- 청성부원군 - 정탁
- 청성부원군 - 김석주
- 청원부원군 - 심기원 (정사공신 1등, 좌의정 역임)
- 청평부원군 - 이백강
- 청풍부원군 - 김육
- 칠원부원군 - 윤자당
- 파천부원군 - 윤사흔
- 평성부원군 - 박원종
- 평양부원군 - 조준
- 평양부원군 - 김승주
- 평양부원군 - 조대림
- 풍성부원군 - 이기
- 풍원부원군 - 조현명
- 하동부원군 - 정인지
- 한성부원군 - 이계전
- 함종부원군 - 어세겸
- 해원부원군 - 윤두수
- 해평부원군 - 정미수
- 화산부원군 - 장사길

### 사후 추봉
- 남원부원군 - 황희 추봉(아들 황수신의 공에 의함)
- 내산부원군 - 정사 추봉
- 전성부원군 - 이준 추봉(영의정 추증)
- 달천부원군 - 서미성 추봉
- 완산부원군 - 추수경 추봉
- 평원부원군 - 원준량 추봉
- 풍산부원군 - 심응 진봉 (아들 심정이 공신에 책록되어 영의정에 추증되고 부원군으로 진봉됨)
- 풍산부원군 - 류중영 추봉(아들 류성룡의 봉군에 의함, 영의정 추증)
- 청계부원군 - 심우승 추봉 (호성공신 2등에 책록되어 영의정에 추증되고 부원군에 추봉됨)
- 청릉부원군 - 김좌명 추봉(영의정 추증)
- 청천부원군 - 심엄 추봉 (아들 심명세가 정사공신 1등에 책록되어 영의정에 추증되고 부원군에 추봉됨)
- 청파부원군 - 심전 추봉 (아들 심우승이 공신에 책록되어 영의정에 추증되고 부원군에 추봉됨)
- 연성부원군 - 이정화 추봉(아들 이귀의 공에 의함, 영의정 추증)
- 완령부원군 - 이경록 추봉(아들 이서의 봉군에 의함)
- 월천부원군 - 이정암 추봉(선무공신 2등으로 좌의정 추증)